# هل نده
هُل نده (انگلیسی: Don't Shove) یک فیلم کمدی صامت کوتاه به کارگردانی آلفرد جی. گلدینگ است که در سال ۱۹۱۹ منتشر شد.

## بازیگران
- هارولد لوید
- اسناب پالرد
- ببه دنیلز
- نوآ یانگ
- باد جیمیسون
- ادی بولند
- سمی بروکس
- والاس هاو
- لایج کانلی
- دی لمپتون
- گاس لئونارد
- ماری موسکینی
- فرد سی. نیومیر
- جیمز پروت